# Heidmoorniederung
Heidmoorniederung este o arie protejată (arie specială de conservare — SAC, sit de importanță comunitară — SCI) din Germania întinsă pe o suprafață de 338 ha, integral pe uscat.

## Localizare
Centrul sitului Heidmoorniederung este situat la coordonatele 54°02′03″N 10°30′14″E / 54.0342°N 10.5039°E.

## Înființare
Situl Heidmoorniederung a fost declarat sit de importanță comunitară în septembrie 2004 pentru a proteja un număr necunoscut de specii din flora spontană și fauna sălbatică aflate în arealul zonei. Situl a fost protejat și ca arie specială de conservare în ianuarie 2010.

## Biodiversitate
Situată în ecoregiunea continentală, aria protejată conține 2 habitate naturale: Mlaștini oligotrofe degradate, capabile încă de regenerare naturală, Păduri de stejar sau de stejar și carpen sub-atlantice și medio-europene de Carpinion betuli.
La baza desemnării sitului se află un număr nedeclarat de specii protejate:
Pe lângă speciile protejate, pe teritoriul sitului au mai fost identificate 2 specii de mamifere.